# Малый Кельтей
Малый Кельтей — река в России, протекает в Республике Башкортостан. Правый приток реки Кельтей.

## География
Река Малый Кельтей берёт начало к востоку от деревни Новый Чуганак. Течёт на юг через деревни Графское и Чабаевка. Впадает в Кельтей у деревни Купербаш. Устье реки находится в 20 км по правому берегу реки Кельтей. Длина реки составляет 16 км.

## Данные водного реестра
По данным государственного водного реестра России относится к Камскому бассейновому округу, водохозяйственный участок реки — Белая от города Бирск и до устья, речной подбассейн реки — Белая. Речной бассейн реки — Кама.
Код объекта в государственном водном реестре — 10010201612111100026824.